# ヘンリー・ロイヤル・レガッタ

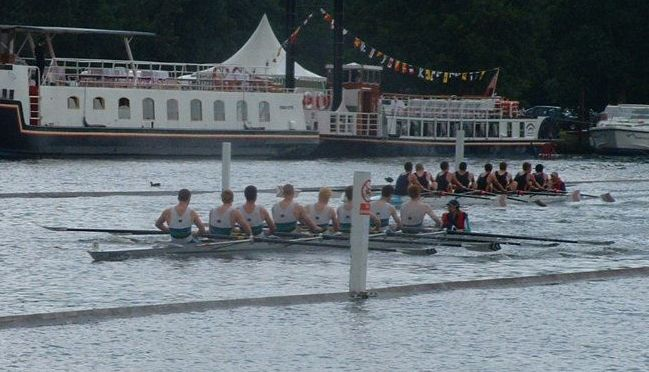
2003年大会

ヘンリー・ロイヤル・レガッタ（英: Henley Royal Regatta、ロイヤル・ヘンリー・レガッタ、また単にヘンリー・レガッタともいう）は、イングランドの初夏の風物詩として行われているレガッタの大会である。

## 概要
1839年に発足した同大会は、イギリスを中心とした世界各国のレガッタチームが多数参加し、男子一般、女子一般、学生、ジュニアなど、全19の部門によって対抗戦が展開される。
会場はロンドンから西へ60Km離れたテムズ川の上流にある小さな田舎町ヘンリー・オン・テムズである。ボート競技コースは全長1マイル550ヤード（約2112m）の距離を、「バッキンガムシャー」側と「バークシャー」側の2つのレーンで1対1によって争うものである。大会はトーナメント方式であり、レース全体の走破タイムのほか、2か所の中間点の通過タイム、ゴールでの着差などを争う。
イギリスにおいてはウィンブルドン選手権（テニス）、ロイヤルアスコット開催（競馬）、全英オープン（ゴルフ）と並ぶ、夏の社交界、スポーツ界最大のイベントとされている。